# Belgische Badmintonmeisterschaft 2021
Die Belgische Badmintonmeisterschaft 2021 fand vom 18. bis zum 19. September 2021 in Herstal statt.

## Medaillengewinner
| Disziplin    | Gold                            | Silber                               | Bronze                                       |
| ------------ | ------------------------------- | ------------------------------------ | -------------------------------------------- |
| Herreneinzel | Julien Carraggi                 | Frédéric Gaspard                     | Elias Bracke                                 |
| Herreneinzel | Julien Carraggi                 | Frédéric Gaspard                     | Senne Houthoofd                              |
| Dameneinzel  | Lianne Tan                      | Flore Vandenhoucke                   | Presence Beelen                              |
| Dameneinzel  | Lianne Tan                      | Flore Vandenhoucke                   | Lien Lammertyn                               |
| Herrendoppel | Freek Golinski Patryk Szymoniak | Dylan Rosius Jona van Nieuwkerke     | Lawrence de Pauw Stijn Lenaerts              |
| Herrendoppel | Freek Golinski Patryk Szymoniak | Dylan Rosius Jona van Nieuwkerke     | Iljo van Delsen Yaro van Delsen              |
| Damendoppel  | Lise Jaques Flore Vandenhoucke  | Lien Lammertyn Clara Lassaux         | Steffi Annys Presence Beelen                 |
| Damendoppel  | Lise Jaques Flore Vandenhoucke  | Lien Lammertyn Clara Lassaux         | Lotte Geerts Mare van Britsom                |
| Mixed        | Jona van Nieuwkerke Lise Jaques | Rowan Scheurkogel Flore Vandenhoucke | Lawrence De Pauw Steffi Annys                |
| Mixed        | Jona van Nieuwkerke Lise Jaques | Rowan Scheurkogel Flore Vandenhoucke | Arnaud Delsaut Angela Maria Castillo Jimenez |